# Льотчик

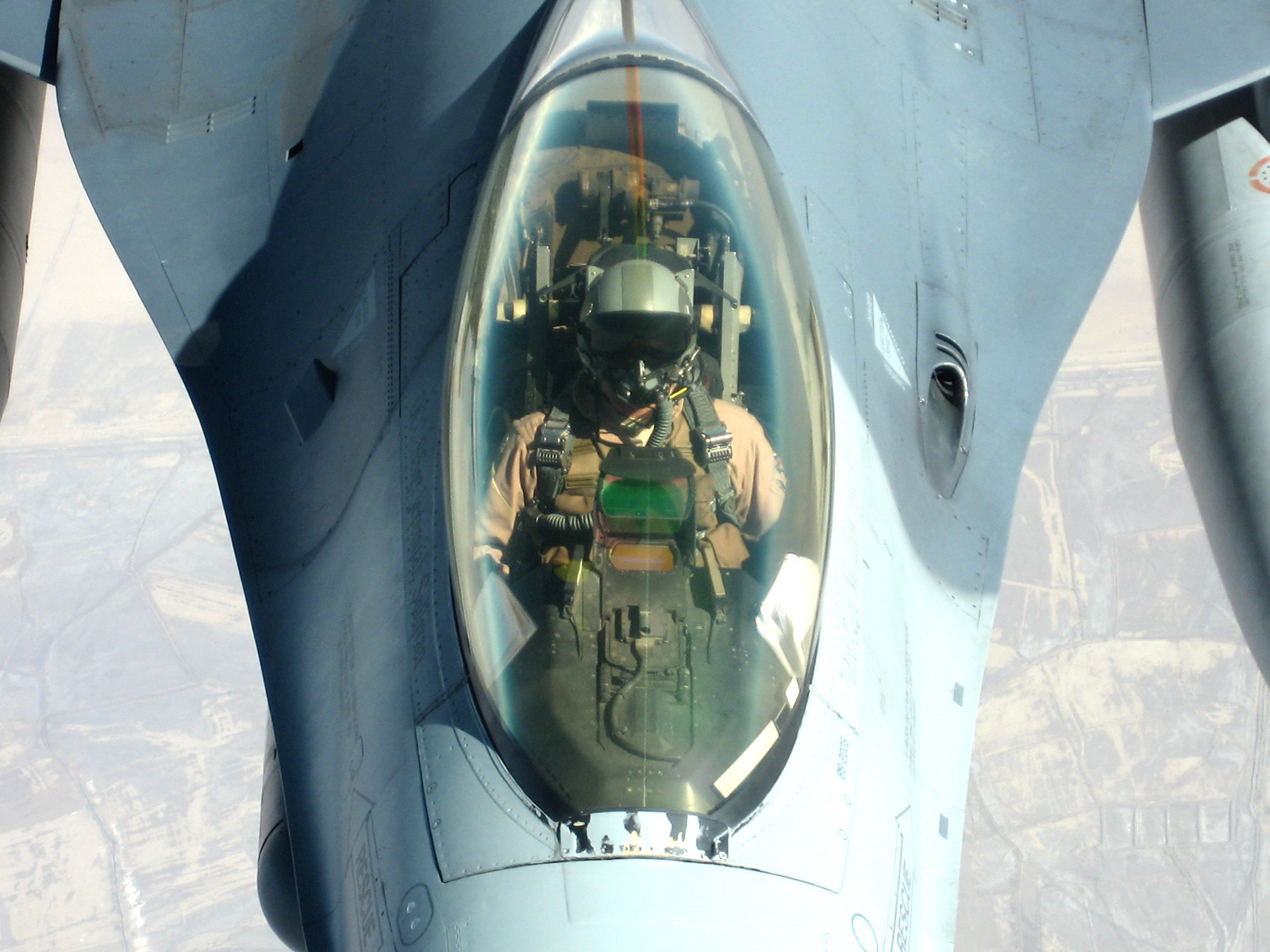
Льотчик F-16 у польоті

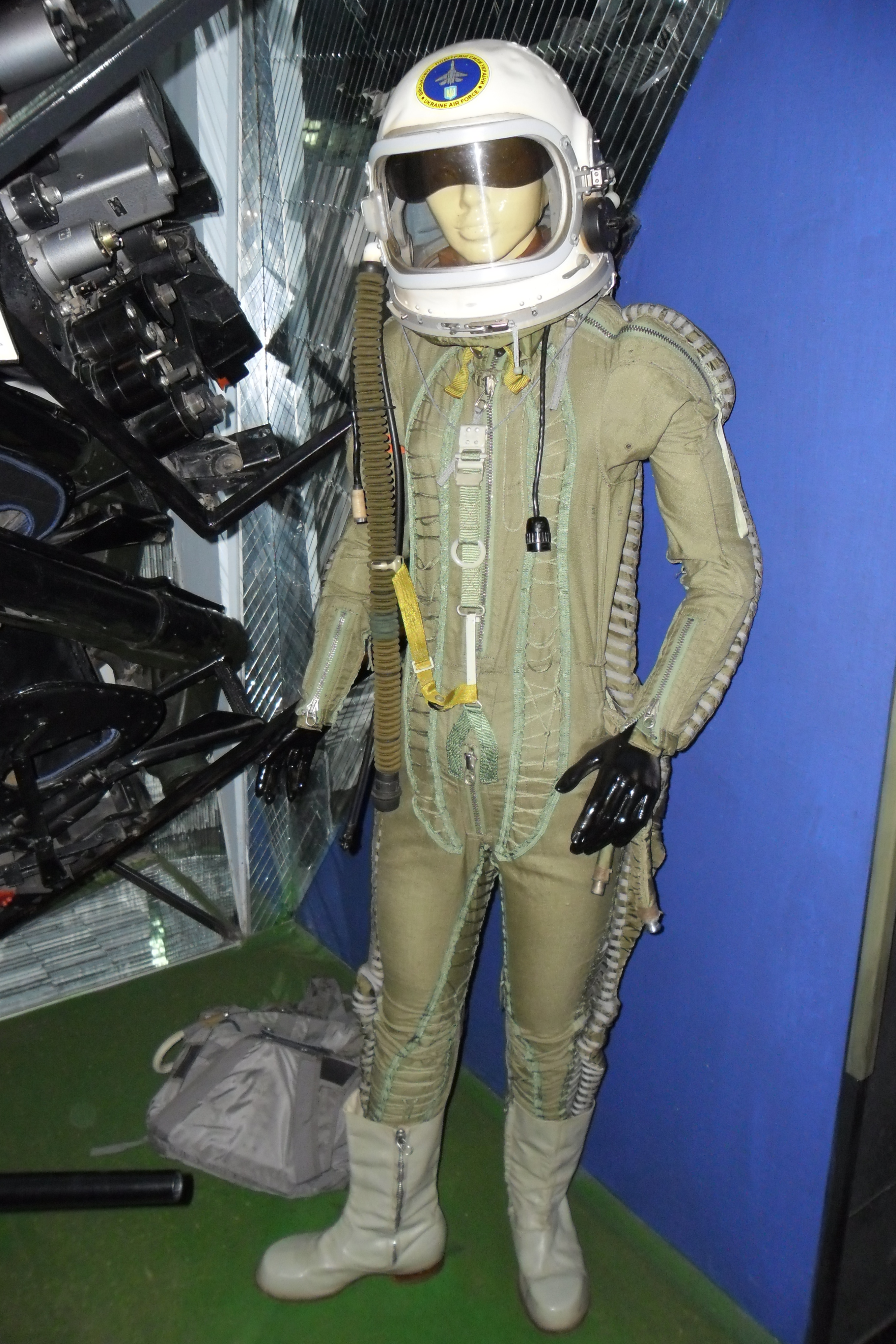
Обладунок льотчика. Полтавський музей авіації та космонавтики.

Льо́тчик (льо́тчиця), також піло́т, авіа́тор, літу́н — особа, що керує літальним апаратом, важчим за повітря літаком, планером або легшим за повітря дирижаблем, повітряною кулею, монгольф'єром, і має для цього відповідні навички, освіту, свідоцтво та внесена офіційно або в інший спосіб до членів екіпажу.
Розрізняють:
- льотчик-космонавт
  - Льотчик-космонавт СРСР[1].
- льотчик-випробувач
- льотчик-інструктор
- військовий льотчик
  - льотчик винищувальної авіації
  - льотчик бомбардувальної авіації
  - льотчик транспортної авіації
- льотчик цивільної авіації